# The Electric Company: Math Fun
The Electric Company: Math Fun, traduit Jouons avec les chiffres de la The Electric Company dans certaines éditions destinées aux marchés francophones, est un jeu vidéo éducatif développé par APh Technological Consulting, édité par Mattel Electronics, sorti en 1979, sur la console Intellivision. Il s'agit un jeu sous licence de la série télévisée éducative The Electric Company (en) de Children's Television Workshop.
Il est plus tard réédité par INTV sous le titre Math Fun.

## Système de jeu
Le jeu propose de répondre à des questions de calcul mental pour faire avancer un gorille sur un parcours encombré d'animaux colorés. Chaque bonne réponse permet au gorille d'esquiver l'obstacle et de continuer sa route.

## Développement
Le jeu est programmé par Kimo Yap chez APh Technological Consulting,.

## Héritage
Le code source du jeu est réutilisé par INTV  pour créer Math Master, un des deux jeux de la cartouche Learning Fun I en 1987.
Math Fun fait partie des jeux intégrés dans la console Intellivision Flashback, sortie en 2014.
En 2020, une version « repensée » de Math Fun est annoncée sur la future console Intellivision Amico.